# Altstadtfreunde Nürnberg
Die Altstadtfreunde Nürnberg e. V. sind ein Verein, der sich im Rahmen der Denkmalpflege für die Erhaltung und Restaurierung der noch existierenden historischen Altstadthäuser und anderer erhaltenswerter Baudenkmäler in Nürnberg einsetzt.

## Geschichte
Der Verein wurde am 25. Januar 1950 unter dem Namen „Vereinigung der Freunde der Altstadt Nürnberg“ gegründet. Der erste Vorsitzende war Hellmut Kunstmann. Am 30. Oktober 1973 wurde Erich Mulzer zum neuen Vorsitzenden gewählt. Er betrieb die Neuorganisation des Vereins, zu der auch die Änderung des Vereinsnamens gehörte. Danach wuchsen die Altstadtfreunde von einem kleinen Verein mit 135 Mitgliedern zu ihrer heutigen Größe mit etwa 6.000 Mitgliedern (Stand: 2002) heran. Damit sind sie die größte kulturell tätige Nürnberger Bürgervereinigung. 2004 wurde Inge Lauterbach zur Vorsitzenden gewählt. Seit Juni 2010 ist der Vorsitzende Herr Karl-Heinz Enderle.

## Aktivitäten

### Allgemeines

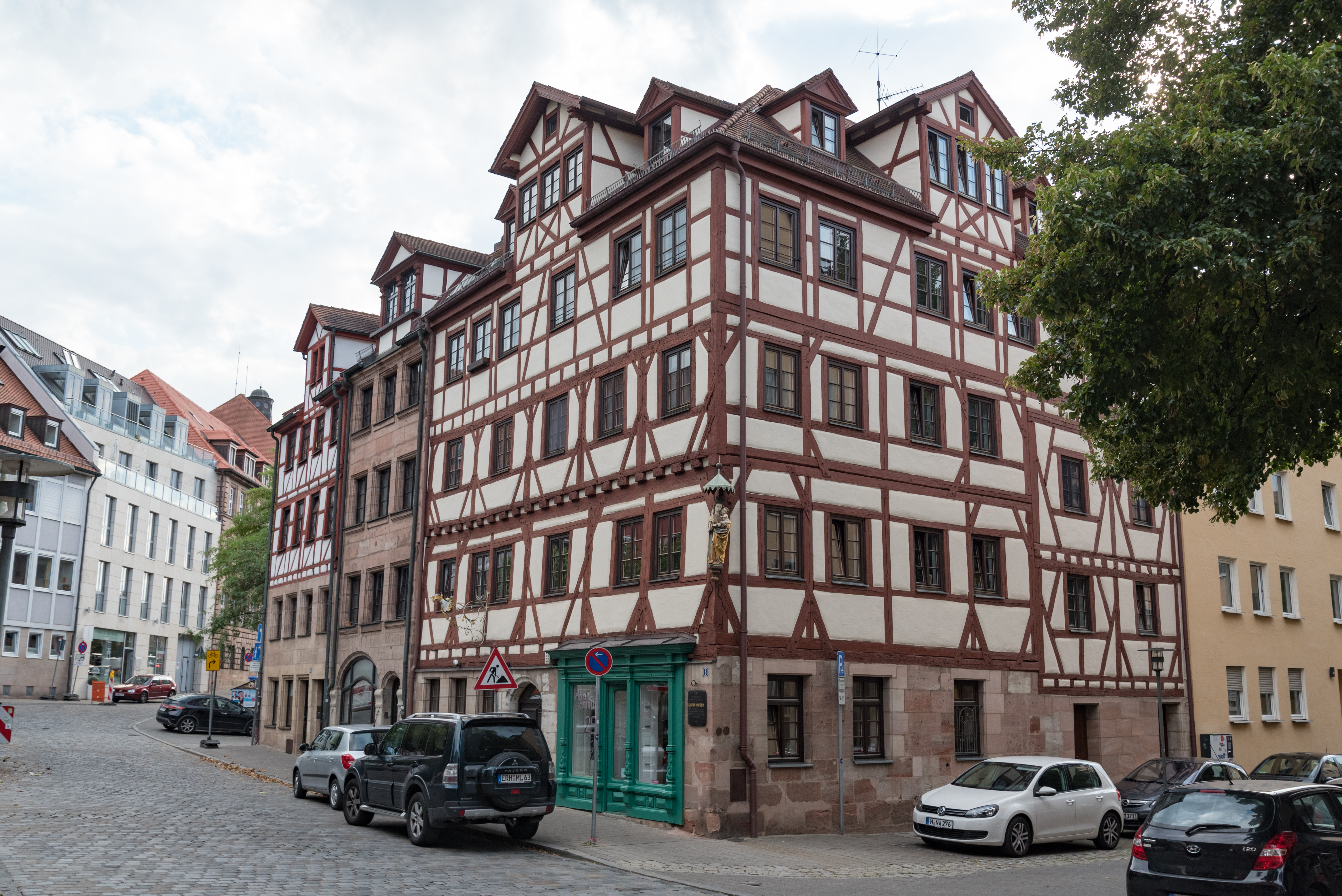
Nürnberg, Unschlittplatz

Der Verein setzt sich nicht nur für die Denkmalpflege ein. Er hat sich unter anderem auch die Aufgabe gestellt, Nürnberger Bürgern und Touristen die Geschichte und Bedeutung der Nürnberger Altstadt zu vermitteln. Dies geschieht u. a. durch die Altstadtspaziergänge (an denen bis 2002 über 250 000 Menschen teilnahmen), Gruppenführungen durch die Altstadt, aktive Teilnahme am Tag des offenen Denkmals, monatliche Vortragsabende und vor allem durch die Jahrespublikation Nürnberger Altstadtberichte. Diese bringen die wissenschaftliche Grundhaltung der Altstadtfreunde zum Ausdruck.
Der Verein hat viel dazu beigetragen, die Nürnberger Altstadt, soweit nach den Kriegszerstörungen noch vorhanden, zu erhalten und den Neubau altstadtgerecht durchzuführen. Die Altstadtfreunde kaufen zu diesem Zweck auch Altstadthäuser auf – mitunter erhalten sie diese auch durch Erbschaft oder Schenkung – und renovieren sie. Mit der Rettung von vier mittelalterlichen Fachwerkhäusern am Unschlittplatz, die bereits für den Abriss freigegeben waren, gelang dem Verein zwischen 1972 und 1978 ein wegweisender Erfolg.
Bis 2002 führte der Verein 220 Bauprojekte durch, darunter 38 Fachwerkfreilegungen, den Erhalt von neun Häusern durch Kauf und Eigensanierung und acht weiterer durch Weiterverkauf. Von 1973 bis 2002 setzten die Altstadtfreunde durch diese Maßnahmen insgesamt über 15 Millionen Euro um.
Der Einfluss des Vereins auf die Nürnberger Stadtentwicklung zeigte sich im Einsatz der Altstadtfreunde um die Gestaltung des Augustinerhofes 1996. Ein Entwurf des gebürtigen Nürnberger Architekten Helmut Jahn für dieses im Zentrum der Altstadt – in unmittelbarer Nähe des Hauptmarktes – gelegene Areal sollte nach Ansicht der Stadtplaner Nürnbergs Innenstadt ein modernes Flair jenseits des „Butzenscheibenimages“ geben. Nach Ansicht der Altstadtfreunde hätte das als „aufgeschnittene Bratwurst“ bezeichnete Projekt jedoch nicht in den baulichen Kontext der Nürnberger Altstadt und ihrer Dachlandschaft gepasst. In einem Bürgerentscheid, dem ersten in einer bayerischen Großstadt, stimmten am 14. Januar 1996 67.284 Wahlberechtigte gegen das Neubauprojekt und nur 30.637 dafür, wodurch die Realisierung verhindert wurde. 2009 artikulierte der Verein seinen Widerstand gegen den Neubau der Stadtbibliothek (u. a. Postkartenaktion), der aber erfolglos blieb.
Eine renovierte Scheune in der Zirkelschmiedsgasse wird von den Altstadtfreunden seit ca. 2002 als Veranstaltungsort genutzt. 2003–2010 rekonstruieren die Altstadtfreunde das Haus Irrerstraße 1. Archäologische Grabungen in diesem Haus brachten neue Funde zur Geschichte der Nürnberger Altstadt zutage. 2005 begannen die Altstadtfreunde u. a. die Sanierung dreier mittelalterlicher Handwerkerhäuser aus dem 15. Jahrhundert in der Kühnertsgasse, in denen die „Naturhistorische Gesellschaft Nürnberg“ ein Museum eingerichtet hat. Die Altstadtfreunde haben mit einem Aufwand von 1,5 Millionen Euro das historische Bürgerhaus  Weißgerbergasse 10 als „Erich-Mulzer-Haus“ saniert und dort auch ihre Geschäftsstelle eingerichtet. Die Deutsche Stiftung Denkmalschutz sicherte hierfür im Juli 2006 vertraglich einen Zuschuss über 51 000 Euro zu, dem zwei weitere Zuschüsse in gleicher Höhe folgten. 

Der Verein betrieb mit Spenden und Eigenmitteln den Wiederaufbau des Pellerhofes aus der Renaissance-Zeit. Das umfangreiche Vorhaben wurde erfolgreich umgesetzt, im April 2011 war das erste Obergeschoss fertiggestellt, im Jahr 2018 fand die Einweihung statt. Die Altstadtfreunde setzen sich auch für die Rückverlegung des Neptunbrunnens auf den Hauptmarkt ein.

Fotos von Gebäuden, die mit der Organisation verbunden sind
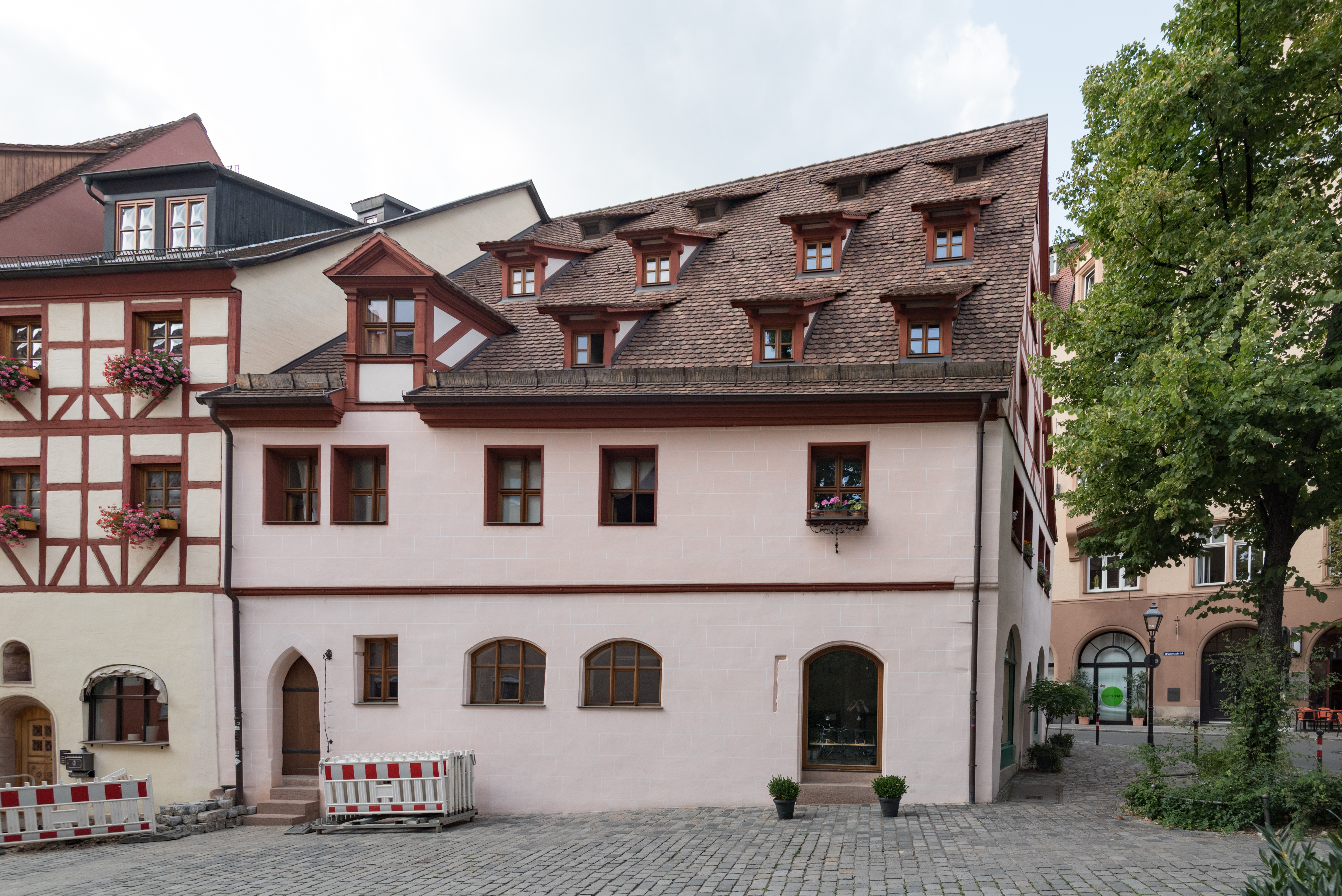
Nürnberg, Irrerstraße 1
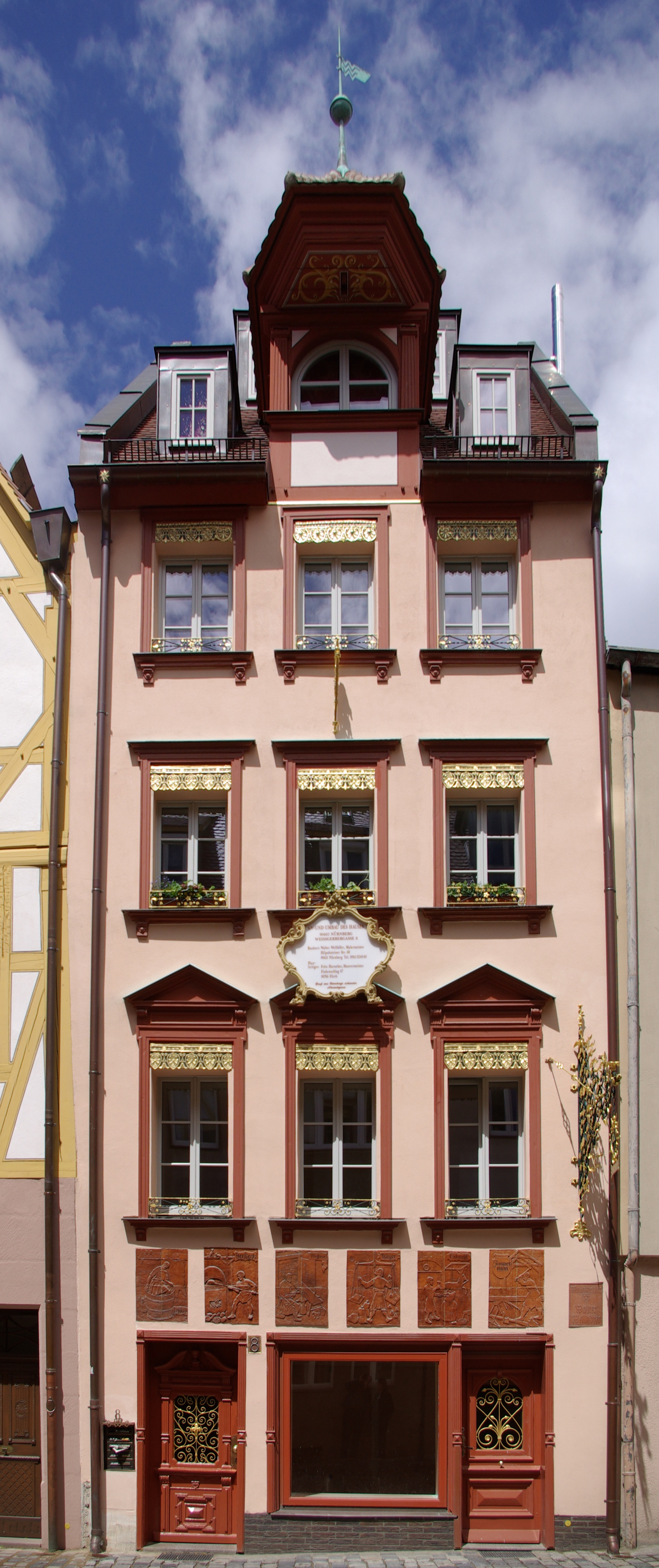
Weissgerbergasse 08
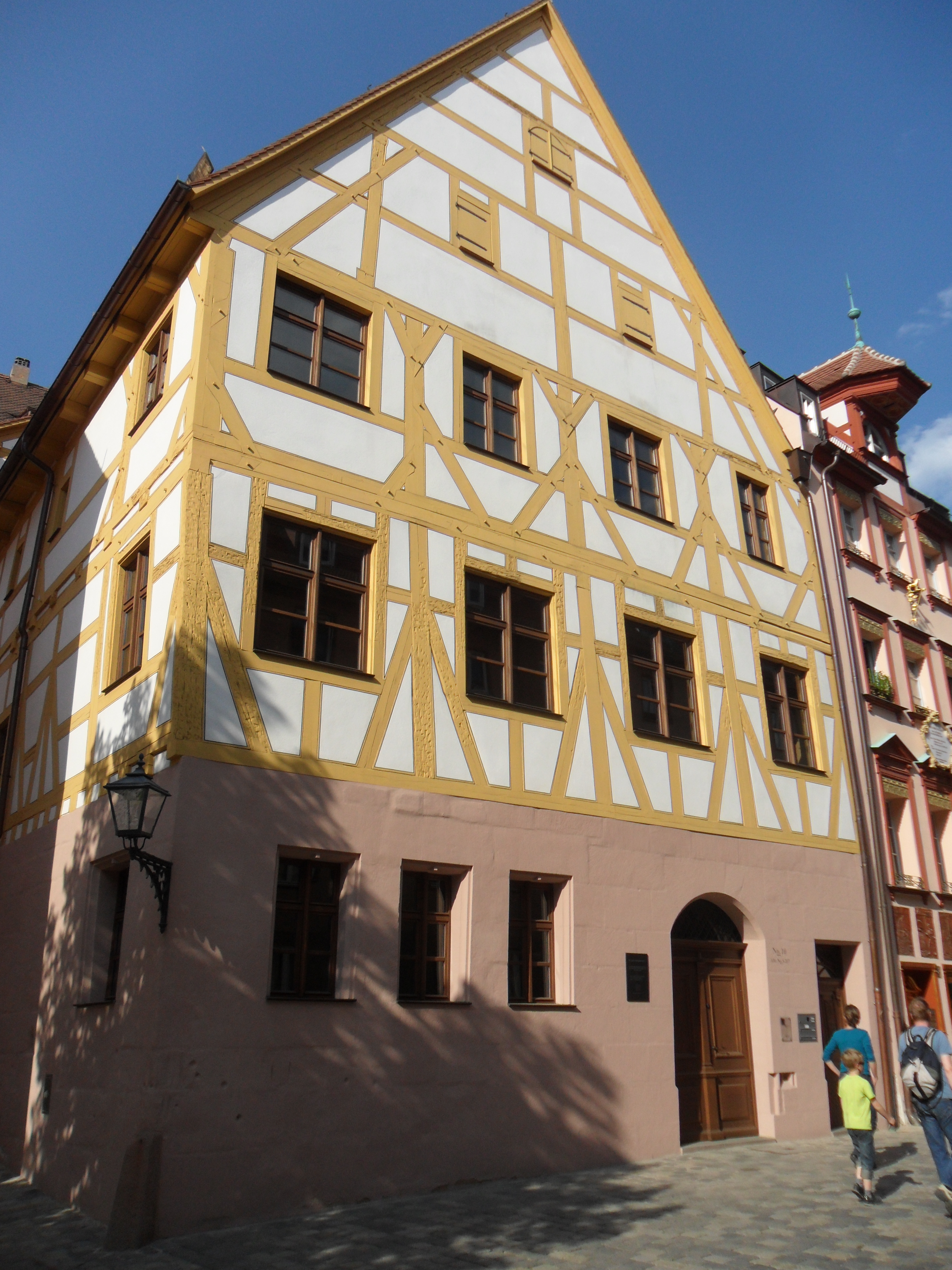
Weissgerbergasse 10
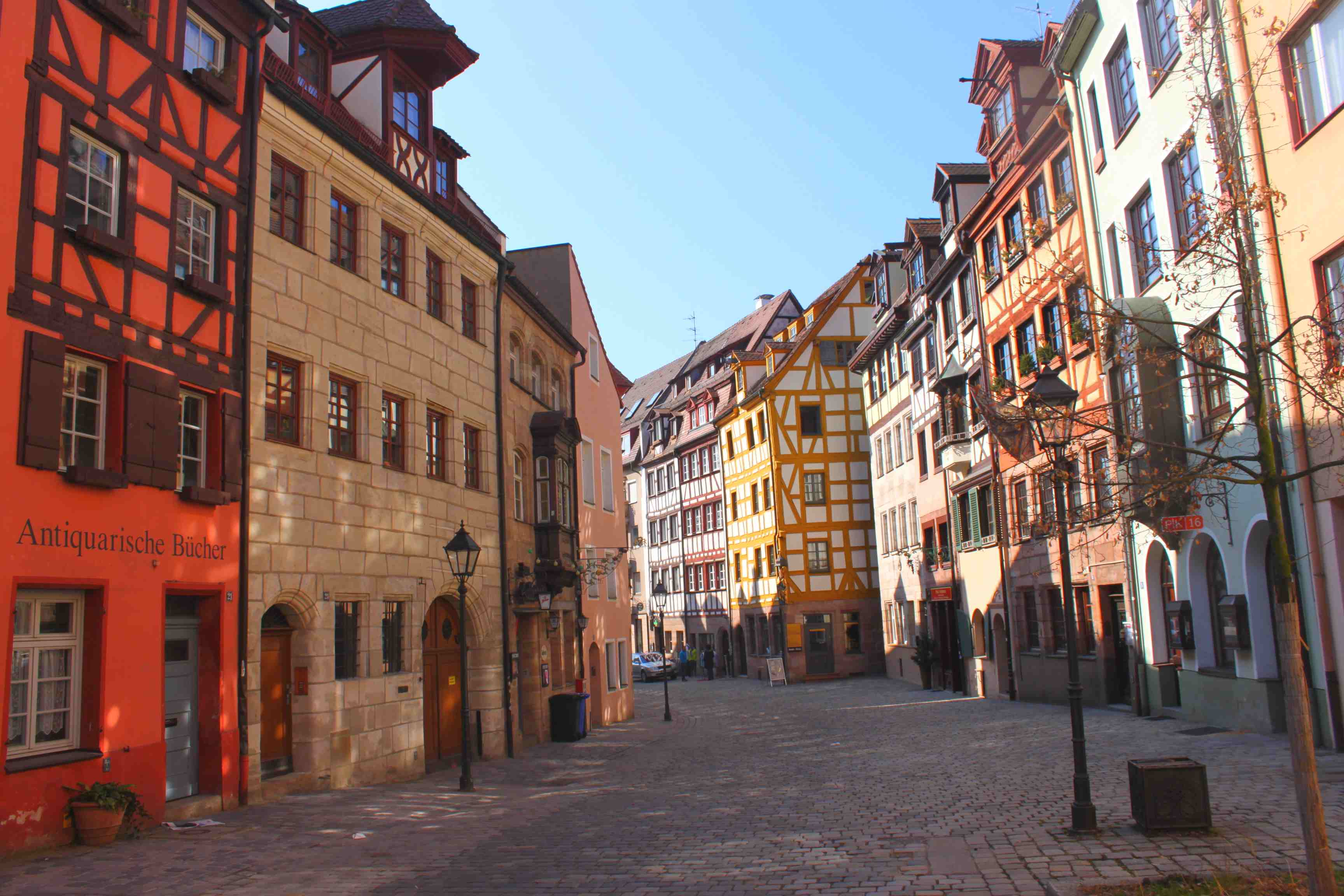
Weißgerbergasse
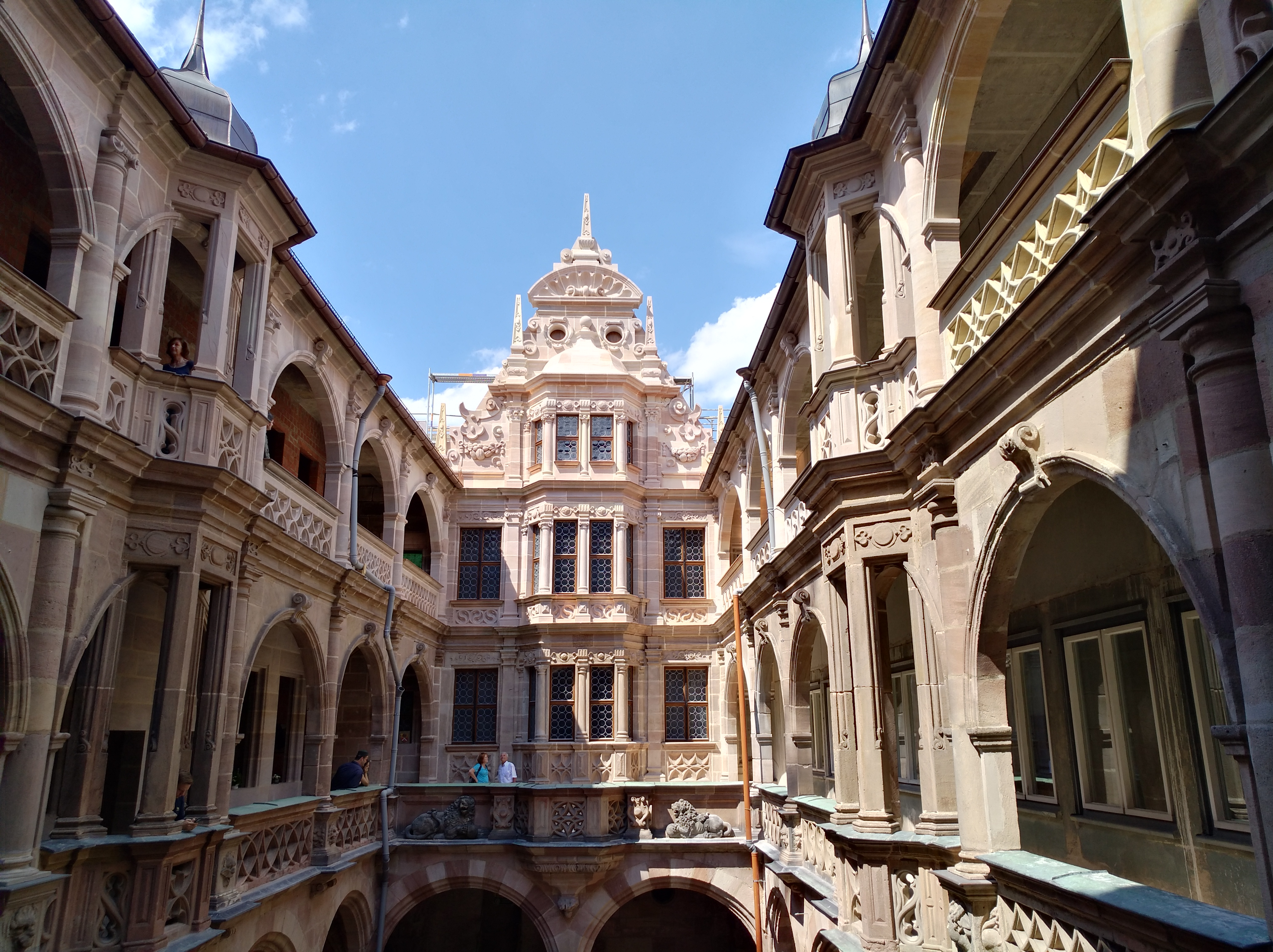
Pellerhof
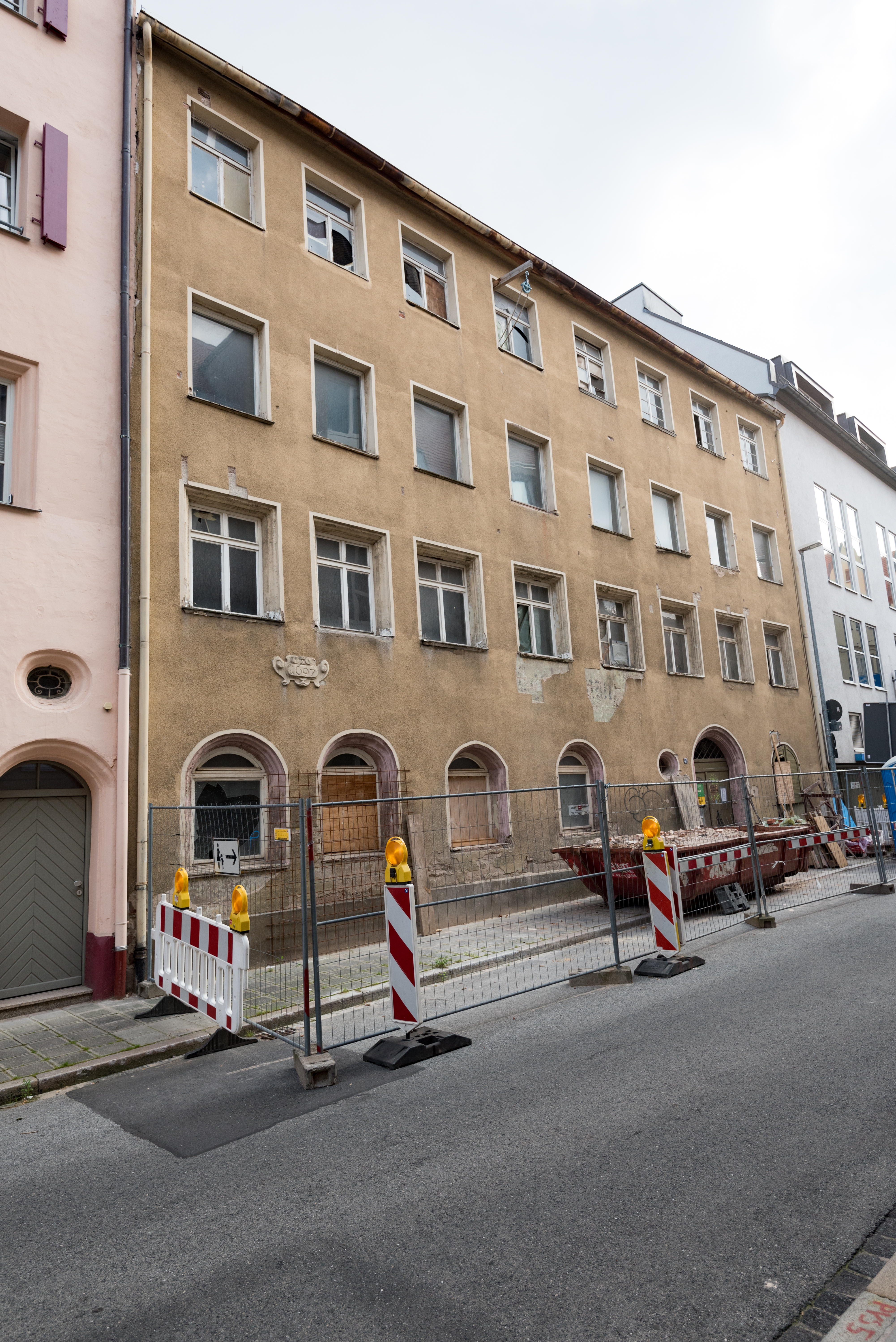
Hintere Ledergasse 43
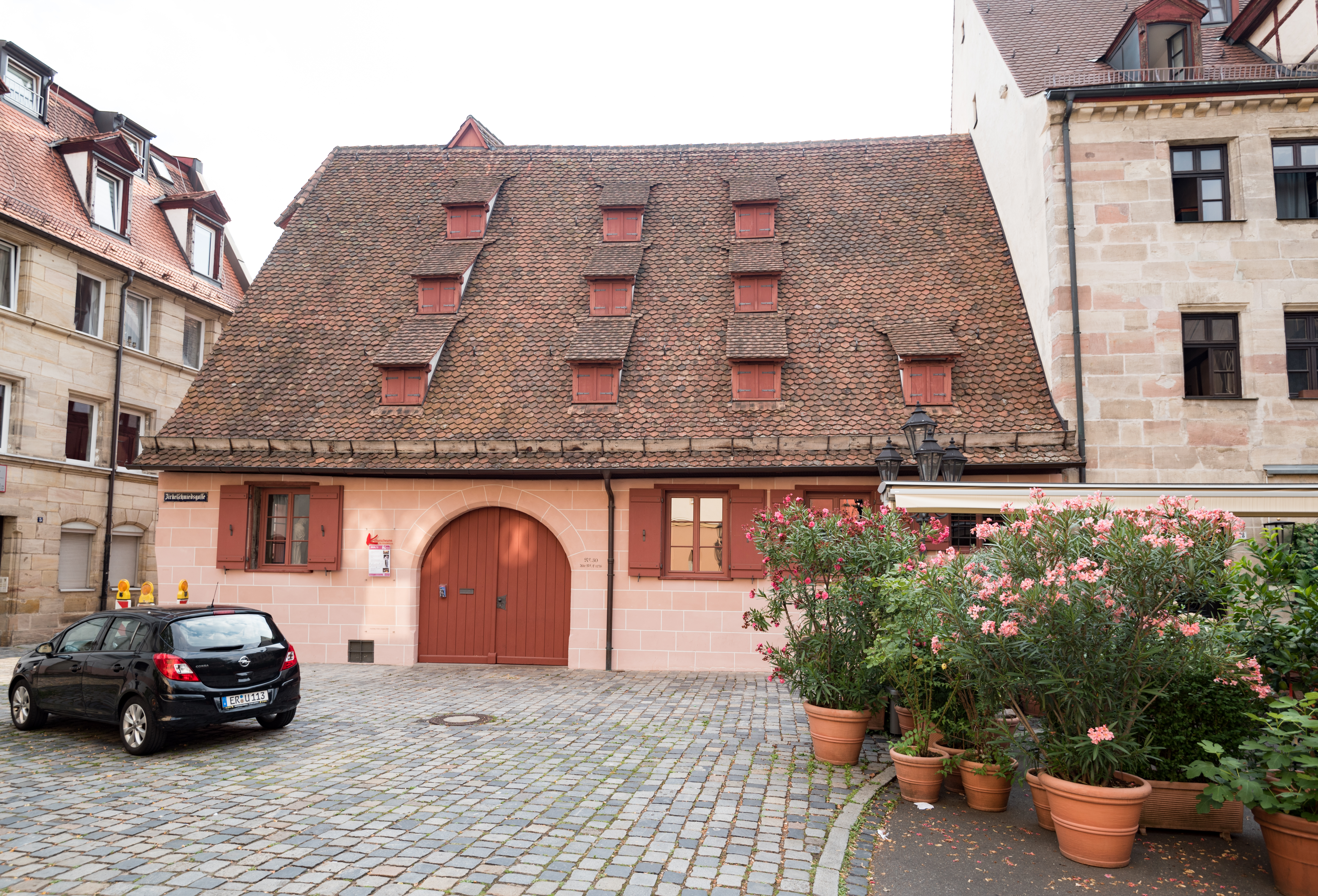
Zirkelschmiedsgasse 30
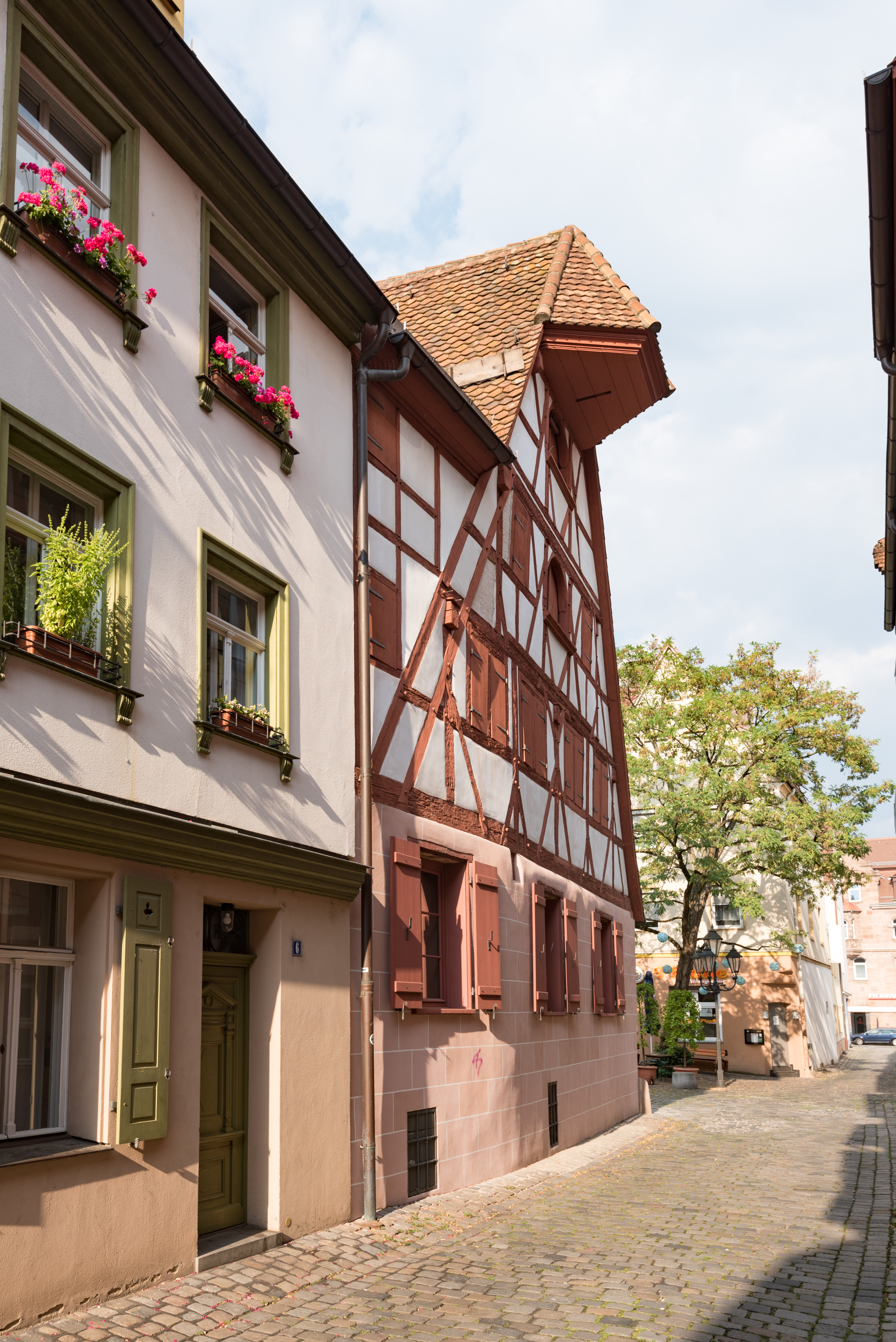
Zirkelschmiedsgasse 30
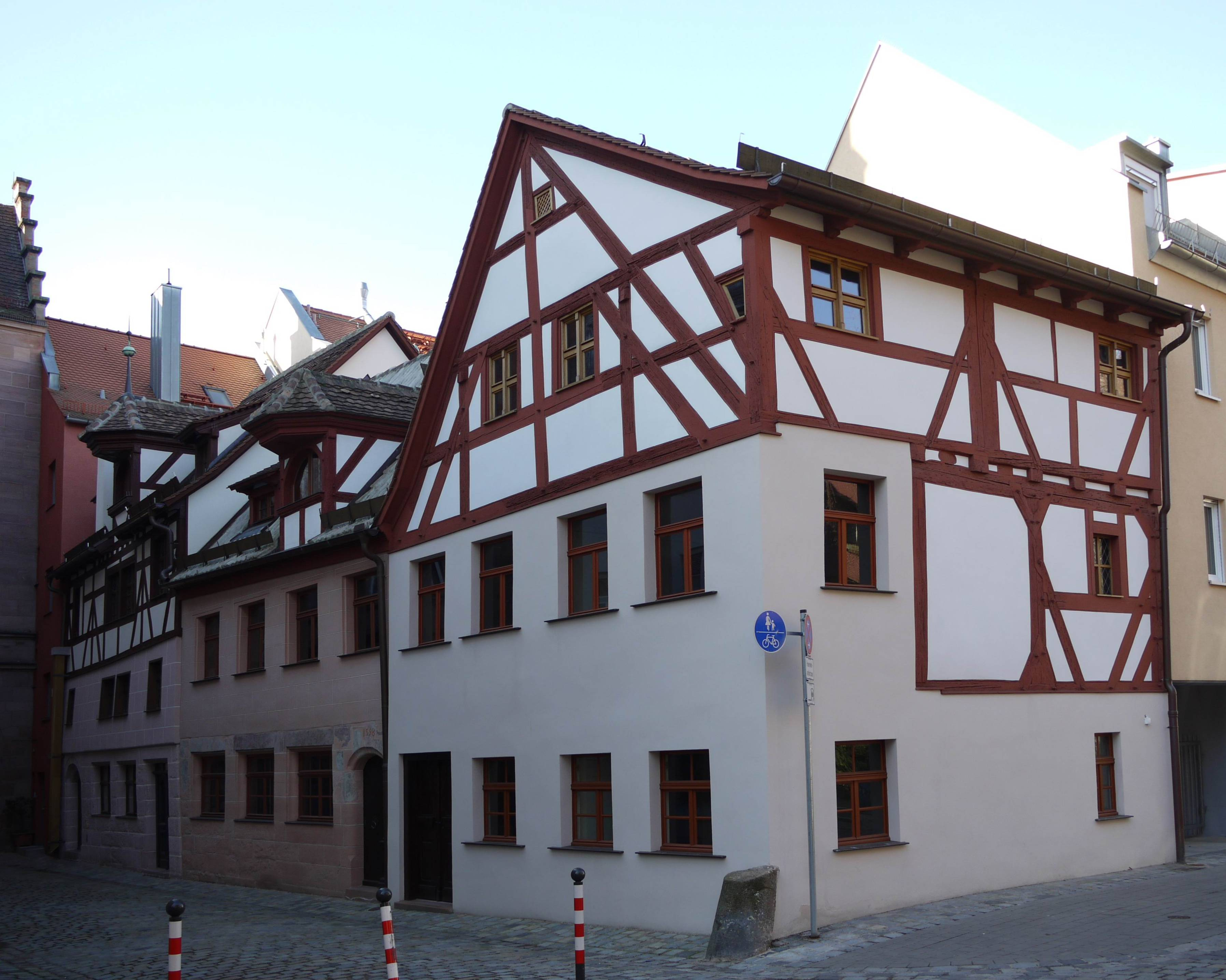
Handwerkerhäuser Kühnertsgasse

### Nürnberger Altstadtberichte
Die jährlich erscheinenden Nürnberger Altstadtberichte wurden 1976 unter dem damaligen Vorsitzenden Erich Mulzer als Vereinsveröffentlichung der Altstadtfreunde gegründet. Auf Grund fundierter Themenbeiträge entwickelten sie sich schnell zu einer auch in Fachkreisen geschätzten Publikation zur Nürnberger Geschichte. Mulzer war bis 2004 ihr Redakteur und konnte bekannte Nürnberger Persönlichkeiten und Wissenschaftler, darunter Mitarbeiter des Germanischen Nationalmuseums und aus dem universitären Bereich, als Autoren für die Nürnberger Altstadtberichte gewinnen.
Die Nürnberger Altstadtberichte enthalten neben dem jährlichen Rechenschaftsbericht des Vereins Dokumentationen zu wichtigen Baumaßnahmen in Bild und Text sowie Aufsätze über Geschichte, Kunst und Kultur Nürnbergs mit dem Schwerpunkt Altstadt und Bauwesen, darunter auch eigene Arbeiten der Altstadtfreunde. Die meisten Aufsätze handeln von Baudenkmälern der Stadt Nürnberg oder von historischen Ereignissen in Hinblick auf künftige Entwicklungen.
Fast alle Aufsätze widmeten sich zuvor unbearbeiteten Themen: Das Chorgestühl von St. Lorenz, der Reichskleinodienschrein, die Auswertung der Kupferstiche von Johann Adam Delsenbach als kulturgeschichtliche Quelle, die Entstehung des großen Altstadtmodells, das älteste Fabrikschild Nürnbergs oder die Formen der Nürnberger Gaslaternen sind einige Beispiele. Ebenso die Erforschung einiger Nürnberger Besonderheiten wie die Ringe am Schönen Brunnen, den Rauschgoldengel und den Ausdruck „Bäiderlasbou“ (= Petersilienknabe, Spitzname für einen gebürtigen Nürnberger).
Hinzu kommen baugeschichtliche Besonderheiten, die ebenfalls vorher noch nicht in der Literatur behandelt wurden: Gutzlöcher, Sonnenspiegel, Fassadenringe, Wärmeöffnungen, aber auch die neuen Erkenntnisse, dass die Kreuzgassen 1470 von Großunternehmern blockweise bebaut wurden und dass Nürnberg um 1600 noch weithin das Bild einer Fachwerkstadt bot.
Zu erwähnen sind die Beschreibung der Entdeckung des Wohnhauses der Naturforscherin Maria Sibylla Merian (1647–1717) und die Beschreibung ihrer Forschungen, die sie dort über viele Jahre betrieben hat. Die Bedeutung der Nürnberger Stadtmauer als Weltkulturerbe (25/2000) wurde ebenfalls in den Altstadtberichten kommentiert.

## Auszeichnungen
- 1992 Preis des Kulturfonds der Dr. Lorenz Tucher’schen Stiftung
- 2002 Preis im Fassadenwettbewerb der Sparkasse Nürnberg, Zweite Preisgruppe (1500 Euro) für das Fachwerkhaus Pfeifergasse 7
- 2002 Kulturpreis der Bayerischen Landesstiftung (25.000 Euro)
- 2003 Anerkennung (5000 Euro) für das Stadthaus Pfeifergasse 7 im Rahmen des Denkmalpreises der Hypo-Kulturstiftung
- 2003 Auszeichnung im Fassadenwettbewerb der Sparkasse Nürnberg: Zweiter Platz mit 1000 Euro für das dreistöckige Wohnhaus mit Giebel in der Mostgasse 9
- 2004 Bayerischer Bauherrenpreis Stadterneuerung – Vitale Innenstadt: Anerkennung für Zirkelschmiedsgasse (Kulturscheune) und Pfeifergasse 7